# 铁青树科
铁青树科共有14属约103种，分布在全世界的热带和亚热带地区，中国有3属约5种，生长在秦岭以南各地。
本科植物为乔木、灌木或木质藤本，单叶互生；花两性，辐射对称，花瓣3－6；果实为核果、坚果或浆果。
1981年的克朗奎斯特分类法包括有25属约250种，但1998年根据基因亲缘关系分类的APG 分类法认为只有其中的14属属于本科，分为三个族。

## 属

### 铁青树族 Olacaceae
- Dulacia
- 铁青树属 Olax
- Ptychopetalum

### 油籽树族 Aptandraceae
- Anacolosa
- 油籽树属 Aptandra
- Cathedra
- Chaunochiton
- Harmandia
- Ongokea
- Phanerodiscus

### 海檀木族 Ximeniaceae
- Curupira
- Douradoa
- 蒜头果属 Malania
- 海檀木属 Ximenia